# Provincia Mardin
Provincia Mardin este o provincie a Turciei cu o suprafață de  km², localizată în Anatolia de Sud-Est. Capitala provinciei este celebrul oraș Mardin.